# Laoreicheia
Laoreicheia is een geslacht van kevers uit de familie van de loopkevers (Carabidae). De wetenschappelijke naam van het geslacht is voor het eerst geldig gepubliceerd in 2005 door Balkenohl.

## Soorten
Het geslacht Laoreicheia is monotypisch en omvat slechts de volgende soort:
- Laoreicheia bulirschi Balkenohl, 2005